# Robert Anton Wilson
Robert Anton Wilson ou RAW (Nova Iorque, 18 de janeiro de 1932 - 11 de janeiro de 2007) foi um escritor, filósofo, psicólogo, futurista, anarquista e pesquisador das teorias de conspiração estadunidense.

## Obras
Seu trabalho mais conhecido, "Trilogia Illuminatus!" (publicada pela primeira vez em português em 2025 pela Editora Fnord, através de uma campanha de financiamento coletivo no Catarse), em coautoria com Robert Shea, foi divulgado como "um conto de fadas para paranoicos", e examinou com bom-humor a paranoia americana sobre conspirações. Muito do seu material surgiu a partir de cartas enviadas à revista Playboy enquanto ele e Shea trabalharam lá como editores do fórum da Playboy. Embora nunca mais tenham trabalhado juntos no mesmo nível, Wilson continuou a expandir sua carreira de escritor em temas como o do livro "Illuminatus!".
Em Cosmic Trigger (1977) (no Brasil, O gatilho cósmico – O derradeiro segredo dos Illuminatti), ele examinou o Discordianismo, Sufismo, Futurologia, Zen-budismo, as práticas ocultistas de Aleister Crowley e Georg Ivanovitch Gurdjieff, os Illuminati e a Maçonaria, Yoga, e outras filosofias esotéricas ou a contracultura. Ele defendeu o modelo dos oito circuitos da consciência de Timothy Leary e a engenharia neurosomática/linguística em seu trabalho Prometheus Rising (1983, revisado em 1997) (no Brasil A Ascensão de Prometeus) e Quantum Psychology (1990) (no Brasil Psicologia Quântica), livros contendo técnicas práticas para que uma pessoa se liberte de seus túneis de realidade.
Ironicamente, considerando as críticas e caricaturas que faz da new age, seus livros podem ser encontrados em livrarias especializadas em material da new age. Ele afirmou ter tido percepções de encontros com "entidades" mágicas, e quando questionado se essas entidades seriam "reais", respondeu que eram "reais o suficiente", embora "não tão reais quanto os IRS (receita federal americana)" já que estes são "fáceis de se livrar". Ele advertiu os iniciantes quanto a usar práticas ocultistas, pois se apressar em tais práticas e nas energias delas resultantes pode levar uma pessoa a ficar "bem doida". Ao invés, ele recomenda iniciar com a Programação Neurolinguística, Zen-budismo, meditação básica, etc., antes de progredir para atividades mais potencialmente perturbadoras.
Wilson teve um relacionamento duradouro com a Associação para Exploração da Consciência, iniciando em 1982. Foi o orador da abertura de sua sede em 1984 e compareceu em vários Festivais Starwood. Foi lá que Wilson teve o primeiro diálogo em um palco com seu grande amigo Timothy Leary em 1989, intitulado A Fronteira Interior.
Em uma entrevista de 2003 à revista High Times, RAW se descreveu como um "Agnóstico Modelo" que diz consistir de "nunca olhar para qualquer modelo ou mapa do universo com crença de 100% ou negação de 100%. Seguindo Korzybski, eu coloco as coisas em probabilidades, não em certezas… Minha única originalidade reside em aplicar esta atitude zetética fora do âmbito da mais complexa das ciências complexas, a Física, em ciências menos complexas e então nas não ciências como a Política, Ideologia, vereditos do júri e, é claro, na teoria da conspiração". Mais ele simplesmente alega "não acreditar em nada, desde que crença é a morte do pensamento". Ele tem descrito essa abordagem como "Maybe Logic" (Lógica do Talvez). Wilson escreveu artigos para a revista cyberpunk de vanguarda chamada Mondo 2000.
Enquanto ele publicou material principalmente sob o nome Robert Anton Wilson, também usou os codinomes Mordecai Malignatus, Mordecai the Fool (Mordecai o Tolo), Reverendo Loveshade e outros nomes associados aos Illuminati da Baviera, os quais ele supostamente ressuscitou nos anos 1960.
RAW ocupa o posto de diretor do Comitê para Investigação Surrealista da Reclamação do Normal (Comittee for Surrealist Investigation of Claims of the Normal - CSICON) e apareceu em eventos de Desinformação.
Ele tem adotado perante a vida uma atitude de otimismo, alegria, amor e bom humor.
Maybe Logic:  As Vidas e Amores de Robert Anton Wilson (Maybe Logic: The Lives and Loves of Robert Anton Wilson – sem publicação em português), um documentário lançado em 30 de maio de 2006 nos Estados Unidos, cobre trechos de mais de vinte e cinco anos da vida de Wilson.

### Livros publicados no Brasil
- Wilson, Robert Anton; O gatilho cósmico - O derradeiro segredo dos Illuminati; 1ª edição; 252 páginas; Editora Madras; 2004; ISBN 85-7374-800-1
- Wilson, Robert Anton; A nova inquisição; 1ª edição; 272 páginas; Editora Madras; 2004; ISBN 85-7374-785-4
- Wilson, Robert Anton; Futuro proibido; 1ª edição; 223 páginas; Editora Conrad; 2003; ISBN 85-8719-389-9
- Wilson, Robert Anton; A ascensão de Prometeus; 1ª edição; 252 páginas; Editora Eleusis; 1993; ISBN 85-85648-01-5
- Wilson, Robert Anton; Psicologia quântica; 1ª edição; 190 páginas; Editora Madras; 2007; ISBN 85-37001-71-4
- Shea, Robert J.; Wilson, Robert Anton; Trilogia Illuminatus!: O Olho na Pirâmide, A Maçã Dourada e Leviatã; 1ª edição; 702 páginas; Editora Fnord; 2025; ISBN 978-65-986604-0-6

## Discografia parcial
- A Meeting with Robert Anton Wilson
- Religion for the Hell of It
- H.O.M.E.s on LaGrange
- The New Inquisition
- The H.E.A.D. Revolution
- Prometheus Rising
- The Inner Frontier (comTimothy Leary)
- The Magickal Movement: Present & Future (com Margot Adler, Isaac Bonewits & Selena Fox)
- Magick Changing the World, the World Changing Magick (com AmyLee, Isaac Bonewits, Selena Fox & Jeff Rosenbaum)
- The Once & Future Legend (com Ariana Lightningstorm, Patricia Monaghan, Jeff Rosenbaum, Rev. Ivan Stang & Robert Shea)
- What IS the Conspiracy, Anyway? (com Anodea Judith, Jeff Rosenbaum, Rev. Ivan Stang & Robert Shea)
- The Chocolate-Biscuit Conspiracy comThe Golden Horde (1984)
- Twelve Eggs in a Basket